# Mastogloiaceae
G. Mastogloia meleagris

H. Mastogloia Grevillei

I. Mastogloia angulala

J. Mastogloia lanceolata

K. Mastogloia Grevillei

L. Mastogloia Braunii

M. Mastogloia Mac Donaldii

N. Mastogloia apiculata

O. Mastogloia Erythrea

P. Mastogloia exigua

Famille
Les Mastogloiaceae sont une famille d'algues de l'embranchement des Bacillariophyta (Diatomées), de la classe des Bacillariophyceae et de l’ordre des Mastogloiales.

## Étymologie
Le nom de la famille vient du genre type Mastogloia, dérivé du grec μαστός / mastos, mamelle, et γλοία / gloía, colle, (de glea, gelée) », en référence à l'aspect de cette diatomée, qui a des « frustules « naviculoïdes » oblongs, annelés, insérés dans un coussin mamillaire gélatineux... Le frustule lui-même est ordinairement excentrique au mucus développé autour d'elle et repose pour ainsi dire sur le sommet d'un petit mamelon semblable à un coussin de gélatine. »

## Liste des taxons de rang inférieur
Liste des genres selon AlgaeBase (9 mai 2022) :
- Aneumastus D.G.Mann & A.J.Stickle, 1990
- Cleveia Pantocsek, 1894
- Craspedostauros E.J.Cox, 1999
- Decussata (R.M.Patrick) Lange-Bertalot, 2000
- Decussiphycus Guiry & Gandhi, 2019
- Diplochaete Collins, 1901
- Mastogloia Thwaites ex W.Smith, 1856  genre type
- Mastogloiopsis C.S.Lobban & J.N.Navarro, 2012
- Skeletomastus M.A.Harper, 2009
- Tetramphora Mereschkowsky, 1903

## Systématique
Le nom correct complet (avec auteur) de ce taxon est Mastogloiaceae Mereschkowsky, 1903.